# Оранит
Оранит (на иврит: אורנית) е израелско селище на Западния бряг на р. Йордан. Селището е основано през 1982 г. и се намира в областта Самария, недалече от град Тулкарем. Населението му е 8655 жители (по приблизителна оценка от декември 2017 г.).
Оранит е основан от частната компания „Делта“. Първите заселници се заселват през 1985 г. През 1990 г. селището получава статут на община с общински съвет.